# Событийный туризм в России
Событийный туризм в России — часть туризма в России, связанная с посещением каких-либо разовых или периодических событий (в том числе мероприятий, природных событий), важных для определённой социальной группы либо отдельных индивидов. Крупное международное событие в России вызывает активизацию всех объектов туристской индустрии, таких как средства размещения, заведения общественного питания, транспортные компании.

## Развитие событийного туризма в России
Событийный туризм в России является относительно новым, но активно развивающимся направлением.
Отдельные направления событийного туризма получили развитие в советское время. На мероприятия всесоюзного значения, например, ежегодные парады на Красной площади в честь
1 и 9 мая съезжались миллионы граждан. Один из первых советских карнавалов в 1935 году собрал 120 тысяч участников. Дважды в РСФСР проводились Всемирные фестивали молодежи и студентов. Фестиваль 1957 года собрал 34 000 человек из 131 стран мира и стал стимулом интереса иностранных туристов к СССР. Летние Олимпийские игры 1980 года также посетили туристы со всего мира.
После распада СССР изменилась структура событийного туризма в России. Получили развитие направления, которые ранее не были развиты: гастрономические фестивали, ярмарки, исторические реконструкции. Также событийные мероприятия перестали монопольно контролироваться государством и стали проводиться негосударственными структурами как в коммерческих, так и в некоммерческих целях.
В 2011 году в МВЦ «Крокус- Экспо» прошла Первая Московская Ярмарка молодёжного событийного туризма, также в ноябре 2011 года в Рунете был создан специализированный интернет-журнал о событийном туризме «Event Review».
С 2012 года в России ежегодно проводится Всероссийская открытая ярмарка событийного туризма «Russian Open Event Expo», которая направлена на повышение интереса к событийному туризму. Также в 2012 году была учреждена национальная премия «Russian Event Awards», которая является отраслевой наградой и присуждается по итогам открытого конкурса проектов за достижения в области развития индустрии событийного туризма. Премия ежегодно проводится при информационной поддержке Федерального агентства по туризму Российской Федерации.
С 2013 года в рамках ярмарки событийного туризма «Russian Open Event Expo» по инициативе Министерства культуры Российской Федерации стал проводиться Всероссийский конкурс в области событийного туризма.
В 2013—2014 годах при поддержке Министерства культуры Российской Федерации впервые на федеральном уровне был создан национальный календарь событий, который включает значимые событийные мероприятия на территории Российской Федерации в области культуры, музыки, истории, спорта события. Целью создания календаря является систематизация событийных мероприятий и продвижение их на внутреннем и международном рынке. В рамках подготовки календаря было отобрано около 500 событий от 85 субъектов Российской Федерации, которые были размещены на портале календарьсобытий.рф, в печатной версии, а также разработаны мобильные приложения для операционных систем iOS и Android. Также в 2014 году Министерством культуры Российской Федерации по заданию Правительства Российской Федерации был утвержден порядок проведения конкурсного отбора субъектов Российской Федерации на получение государственной поддержки на реализацию лучших событийных региональных и межрегиональных проектов развития культурно-познавательного туризма. Распоряжением Правительства Российской Федерации от 31.05.2014 г. № 941-р была утверждена Стратегия развития туризма в Российской Федерации на период до 2020 года", в которой развитие событийного и делового туризма выделены отдельным приоритетным направлением.
В 2015 году с целью создания единой коммуникационной площадки для отечественных специалистов в области событийного туризма была учреждена Национальная ассоциация событийного туризма — отраслевое объединение для выработки профессиональных стандартов событийных мероприятий, лоббирования на всех уровнях органов власти интересов участников сферы событийного туризма и продвижения событийного туризма среди общественности, как широкой, так и профессиональной. Национальная ассоциация событийного туризма является стратегическим партнером Национальной премии в области событийного туризма Russian Event Awards и системы профессиональной оценки туристической привлекательности Рекон-рейтинг. Учредители и члены Национальной ассоциации событийного туризма являются организаторами и партнерами многих знаковых российских мероприятий (форум «Россия событийная», форум «Путешествие за вкусом», фестиваль «Пир на Волге», форум «Золотое кольцо: стандарты обслуживания туристов»).
В 2016 году прошел Первый Всероссийский туристический образовательный форум «Россия событийная». В форуме приняли участие более 150 организаторов туристских событий, туристических операторов, представителей администраций по
туризму из 26 регионов России. Форум ежегодно проводит интенсивную обучающую программу по событийному туризму для создателей туристических событий, туристических операторов, отельеров из разных регионов России.
С 2018 года российская туристическая компания «Интурист» начала активно развивать направление событийного туризма и значительно увеличила количество событий предлагаемых организованным группам и индивидуальным туристам. В сотрудничестве с Комитетом по туризму администрации Владимирской области компания стала партнером гастрономического фестиваля «Медовуха-Fest». Также «Интурист» организует и продает туры на праздник закрытия фонтанов в Петергофе, продает новогодние туры в Великий Устюг в резиденцию Деда Мороза, доставка куда осуществляется чартерными поездами из Москвы и Санкт-Петербурга.
В 2019 году Распоряжением Правительства Российской Федерации от № 2129-р принята Стратегия развития туризма в Российской Федерации на период до 2035 года, которая направлена на комплексное развитие внутреннего и въездного туризма в Российской Федерации за счет создания условий для формирования и продвижения качественного и конкурентоспособного туристского продукта на внутреннем и международном туристских рынках. В числе мер, планируемых к реализации в рамках стратегии обозначено обновление программы событийного туризма и модернизация национального календаря событий с его интеграцией в цифровую платформу по развитию туризма, а также проведение массовых международных федеральных и региональных событийных мероприятий, нацеленных на привлечение туристов в регионы России..
- «Легенда о нефритовой заколке» на Сочинском ХI Зимнем международном фестивале искусств
- Фестиваль автомобильного спорта «Зажигание»
- В 2015 году тематикой фестиваля «Времена и эпохи» стал Древний Рим.

## Место событийного туризма в отрасли
Туристический поток, привлеченный за счет событийного туризма, в России составляет около 30 % и имеет тенденцию к увеличению.
Руководитель Федерального агентства по туризму Олег Сафонов озвучил, что событийный туризм является одним из перспективных, быстроразвивающихся и неисчерпаемых по содержанию видов туризма.
Расширение практики туристических поездок, приуроченных к событиям позволит преодолеть сезонность отдыха в России и будет способствовать стратегической задаче диверсификации туристических предложений в стране.
Лидерами событийного туризма в России являются Москва и Санкт-Петербург, где происходит наибольшее количество культурных событий. В 2017 году только в Санкт-Петербурге прошло 770 фестивалей. В Самарской области это направление является ключевым, в Ростовской области доля событийного туризма составляет 40 % во всей структуре туристической отрасли. Данное направление туризма определено как приоритетное для развития в ряде регионов: Белгородская область, Бурятия, Кировская область, Калужская область, Татарстан, Челябинская область, Ярославская область. Для малых городов России развитие событийного туризма дает возможность привлечь внимание федеральных и региональных средств массовой информации и улучшить свой имидж.
В то же время, хотя российский туристический рынок предлагает широкий ассортимент событийных туров, они по своим масштабности и величине финансирования значительно уступают странам-конкурентам. Также в связи с тем, что данное направление туризма в России находится в стадии формирования, то потенциал не реализован — многие проводимые в российских регионах мероприятия не направлены на туристов, а носят некоммерческий или имиджевый характер. Также в связи с отсутствием методологической базы, в целом, не проводится оценка влияния рынка событий на туристские потоки и экономику регионов.
- Празднование Дня Военно-Морского Флота в Санкт-Петербурге
- Бурятская национальная борьба Бухэ Барилдан на международном фестивале бурятской культуры «Алтаргана». Забайкальский край, поселок Агинское
- В 2014 году фестиваль «Geek Picnic» посетило 18 тысяч человек

## Тематика событийного туризма в России
По тематическому критерию событийный туризма можно разделить на национальные фестивали и праздники, театрализованные шоу, фестивали кино и театра, гастрономические фестивали, фестивали и выставки цветов, модные показы, аукционы, фестивали музыки и музыкальные конкурсы, спортивные события, технические салоны.
Фестивали кино и театра
Крупнейшими фестивалями театра и кино в России являются Московский международный кинофестиваль (Москва), «Кинотавр» (Сочи), «Золотая маска».
Фестивали музыки и музыкальные конкурсы
Среди музыкальных туристических событий можно выделить: Международный фестиваль искусств «Янтарное ожерелье» (Калининград), Международный конкурс имени П. И. Чайковского, Международный фестиваль русской классической музыки им. С.В. Рахманинова (Великий Новгород), «Ночь музыки» (Гатчина), всероссийский пушкинский Фестиваль оперного и балетного искусства «Болдинская осень», «Максидром», «Нашествие» (несколько лет посещаемость превышала 200 тысяч человек). В 2009 году Россия принимала крупнейший музыкальный конкурс «Евровидение», который обеспечил значительный рост въездного туристического потока.
Гастрономические фестивали
Самыми заметными туристическими гастрономическими событиями являются: «Праздник корюшки» (Санкт-Петербург — ежегодно на праздник приходит около 50—80 тысяч зрителей), «Праздник огурца» (Суздаль), «Арбузный рай» (Тамань), «Праздник сыра» (Барнаул), «О, да! Еда!» (проходит в 11 городах, посещаемость более 400 тысяч человек в год).
Спортивные события
Центром спортивного событийного туризма стали Казань и Сочи, где проводится большое количество крупных спортивных мероприятий.
Крупнейшими спортивными событиями, которые посетили туристы стали Зимние Олимпийские игры 2014 (Сочи), Чемпионат мира по хоккею с шайбой 2016, Чемпионат мира по футболу 2018 (паспорт болельщика оформили 843 тысячи человек), этап чемпионата мира по водно-моторному спорту «Формула-1». Также посещаемыми являются турниры по хоккею, футболу и теннису (Кубок Кремля), Международный Байкальский фестиваль зимних игр «Зимниада».
Технические салоны
Среди крупнейших технических салонов: Международный авиационно-космический салон (пиковая посещаемость превышала 600 тысяч человек)
Исторические и реконструкторские события
Среди событий исторической направленности стоит отметить Международный фестиваль исторических реконструкций «Времена и эпохи» (Москва), «Поле Куликово» (Тульская область), «День победы под Бородино» (Московская область), Ганзейские дни Нового времени (Великий Новгород, Вологда, Псков). Также внимание туристов привлекают различные мероприятия, посвященные юбилеям, среди них такие как 300-летие Санкт-Петербурга, 1000-летие Ярославля, 1150-летие Великого Новгорода.
Деловые и выставочно-ярмарочные мероприятия
Центрами деловых и выставочно-ярмарочных мероприятий являются Москва, Санкт-Петербург, Екатеринбург, Пермь, Новосибирск.
- Международный авиационно-космический салон
- В 2008 году фестиваль «Нашествие» посетило свыше 100 тысяч человек
- Фан зона «Лужники» на чемпионате мира по футболу 2018 года
- Проход корабля с алыми парусами в сопровождении фейерверка — один из ключевых эпизодов праздника выпускников «Алые паруса»

Также среди фестивальных мероприятий в России, которые пользуются популярностью у туристов, можно выделить следующие: туристский комплекс «Этно-парк „Кочевник“» (Сергиево-Посадский район Московской области), Международный фестиваль «Кижская регата» (Республика Карелия), Международный фестиваль воздухоплавания «Небесная ярмарка» (Кунгур, Пермский край), туристско-выставочный комплекс «Музейный квартал» (Городец, Нижегородская область), «Новогодняя столица России», детский туристский комплекс «Научный музей и город профессий» (Тула), национальный праздник Якутии «Ысыах», международный фестиваль-конкурс «Праздник топора», «Томский карнавал», праздник выпускников «Алые паруса» (Санкт-Петербург), фестиваль «Путешествие в Рождество» и военно-музыкальный фестиваль «Спасская башня» (Москва).
В 2017 году в Европе, странах Юго-Восточной Азии, Китае и на Ближнем Востоке при поддержке Национальных туристских офисов Visit Russia было произведено исследование изучающее портрет иностранного туриста в России. По результатам этого исследования выяснилось, что для респондентов на первом месте по популярности являются события, которые связаны с уникальными природными явлениями, такими как окончание полярной ночи в Мурманске или цветение маральника в Алтайском крае. На втором месте идут спортивные мероприятия и исторические реконструкции. На третьем — музыкальные фестивали и кинофестивали.

## Награды и конкурсы в области событийного туризма в России
В 2012 году была учреждена национальная премия «Russian Event Awards», которая является отраслевой наградой и присуждается по итогам открытого конкурса проектов за достижения в области развития индустрии событийного туризма. Премия ежегодно проводится при информационной поддержке Федерального агентства по туризму Российской Федерации.
В 2012 году на заявки на соискание премии подали 114 заявок из 39 городов, в 2013—232 проекта из 93 населенных пунктов страны, в 2014 году — 498 проектов из 196 населенных пунктов, в 2015—688 проектов из 353
населенных пунктов, в 2016 году — 702 проекта из 68 регионов России, в 2017 году — 639 проектов из 65 регионов страны, в 2018 году — 578 проектов из 60 регионов страны.
Победители в номинации «Лучшее туристическое событие в области культуры»
- 2012 — международный джазовый фестиваль «JazzMay»[29]
- 2013 — Фестиваль добрых дел «Остров.ру»[30]
- 2014 — Фестиваль ямщицкой песни «Страна ямщика»[31]
- 2015 — Международный музыкальный фестиваль «Классика над Волгой» (Самарская область)[32]
- 2016 — Всероссийский литературно-фольклорный фестиваль «Шолоховская весна», Ростовская область[33]
- 2017 — «Горьковская елка», Нижегородская область[34]
- 2018 — 8 международный фестиваль -симпозиум деревянной скульптуры «Лукоморье на Байкале», Иркутская область[35]

Победители в номинации «Туристическое событие в области спорта»
- 2012 — международные спортивные игры «Дети Азии»[29]
- 2013 — «VOLGA QUEST Экспедиция на собачьих упряжках по Самарской Луке» (Самара)[30]
- 2014 — Ярославский полумарафон «Золотое кольцо — 2014»[31]
- 2015 — XI Международный зимний мотоциклетный слет «SNOWDOGS 2015» (СноуДогс) (Самарская область)[32]
- 2016 — Фестиваль национальных и неолимпийских видов спорта, Ульяновская область[33]
- 2017 — VII «Международный Ораниенбаумский морской фестиваль», Санкт-Петербург[34]
- 2018 — Ораниенбаумский морской фестиваль, Санкт-Петербург[35]

Победители в номинации «Лучшее туристическое событие исторической направленности»
- 2012 — международный фестиваль исторической реконструкции «Русборг»[29]
- 2013 — Военно-Исторический Фестиваль «Гумбинненское Сражение 1914» (Гусев, Калининградской области)[30]
- 2014 — Первый всероссийский фестиваль исторической реконструкции «Великий Болгар», Военно-историческая реконструкция событий Отечественной войны 1812 года «Бой при реке Вохна»[31]
- 2015 — Всероссийский исторический фестиваль «Великий Булгар» (Республика Татарстан)[32]
- 2016 — Фестиваль военно-исторической реконструкции «Битва на Неве», Санкт-Петербург[33]
- 2017 — Межрегиональный реконструкторский фестиваль «Восток-Запад: Отечественные войны России», Республика Татарстан[34]
- 2018 — Фестиваль живой истории «Былинный берег», Тверская область[35]

Победители в номинации «Туристическое событие по популяризации народных традиций и промыслов»
- 2012 — областной фестиваль мастеров народных промыслов «Вятский лапоть»[29]
- 2013 — Главная масленица страны (Ярославль)[30]
- 2014 — Международная Покровская ярмарка в Тамбове[31]
- 2015 — Фестиваль «Свияжская масленица» (Республика Татарстан)[32]
- 2016 — Фестиваль «Зима начинается в Якутии», Республика Саха (Якутия)[33]
- 2017 — Международный фестиваль народных художественных промыслов «Секреты мастеров», Нижегородская область[34]
- 2018 — Международный фестиваль этнической музыки и ремёсел «МИР Сибири», Красноярский край[35]

Победители в номинации «Туристическое событие деловой направленности»
- 2012 — международный инновационный форум «Интерра»[29]
- 2013 — Выставка яхт и катеров «VOLGA boat show» (Тольятти)[30]
- 2014 — Фестиваль «Выводка племенного крупного рогатого скота» в Брянской области[31]
- 2015 — Второй Крымский туристский форум «Духовные нити России в городе двух оборон» (г. Севастополь)[32]
- 2016 — Gastreet — International Restaurant Show, Краснодарский край, г. Сочи, пгт Красная Поляна[33]
- 2017 — I Межрегиональный туристический конгресс «Россия вдохновляет», Ростовская область[34]

Победители в номинации «Событие в области популяризации событийного туризма»
- 2012 — проект «Сказочная карта России»[29]
- 2013 — Фестиваль танцевальной музыки и активного отдыха A-ZOV (Тольятти — Краснодарский край, Ейский район, станица Должанская)[30]
- 2014 — Международный фестиваль воздухоплавания «Небесная ярмарка»[31]
- 2015 — Межрегиональный туристский событийный фестиваль «Антоновские яблоки» (Липецкая область)[32]
- 2016 — Кубок телеканала «Охотник и рыболов», Санкт-Петербург[33]
- 2017 — IX Международный музыкальный фестиваль «Голос кочевников. Байкал-Бурятия», Республика Бурятия[34]
- 2018 — Туристский фестиваль «Путешествие с любовью», Ленинградская область[35]

Победители в номинации «Туристическое событие в области гастрономического туризма»
- 2013 — Городской праздник «Сызранский помидор» (Сызрань)[30]
- 2014 — Фестиваль народных традиций «Жигулёвская вишня»[31]
- 2015 — «Раненбургское застолье» (Липецкая область)[32]
- 2016 — Гастрономический фестиваль «Вкус Якутии», Республика Саха (Якутия)[33]
- 2017 — V Межрегиональный фестиваль напитков «АлтайФест», Алтайский край[34]
- 2018 — Вкусная Казань, Республика Татарстан[35]

Победители в номинации «Молодежное туристическое событие»
- 2013 — Международный музыкальный фестиваль KUBANA (Москва-Краснодарский край, ст. Благовещенская)[30]
- 2014 — Северный фестиваль «Тайбола»[31]
- 2015 — Международный фестиваль уличного искусства «Пластилиновый дождь» (Самарская область)[32]
- 2016 — I Всероссийский форум туристских волонтеров «i.Pro», Республика Татарстан[33]
- 2016 — 2 Всероссийский фестиваль «Скорлупино», Республика Татарстан[34]
- 2018 — Праздник выпускников «Крылья Востока», Приморский край[35]

Победители в номинации «Детское туристическое событие»
- 2015 — V юбилейный Международный Фестиваль детских хореографических коллективов «Танцевальное шоу Кавказа — Танец Дружбы» (Республика Северная Осетия — Алания)[32]
- 2016 — Фестиваль «Бриллиантовые нотки», Республика Саха (Якутия)[33]
- 2017 — IV семейный фестиваль современного искусства «Архстояние Детское 2017. Жить как», Калужская область[34]
- 2018 — «В гости к Хель Мучи» (по традициям чувашского новогоднего праздника Сурхури), Чувашская Республика[35]

- Ежегодный литературно-фольклорный праздник «Шолоховская весна». Гран-при «Russian Event Awards» 2016 года
- Фестиваль воздухоплавания «Небесная ярмарка». Гран-при «Russian Event Awards» 2014 года
- Фестиваль исторической реконструкции «Былинный берег». Гран-при «Russian Event Awards» 2018 года
- «БайкалМоторШоу» посещают от 14 900 до 43 000 зрителей

В рамках Всероссийской открытой ярмарки событийного туризма «Russian Open Event Expo» проводится Всероссийский конкурс в области событийного туризма, организаторами которого являются Федеральное агентство по туризму, Министерство курортов и туризма Республики Крым, АНО «Московская дирекция фестивально-концертных проектов авторской песни „Стольный Град“». В основной конкурсной программе «Выбор года» проекты соревнуются в следующих номинациях: «Лучшее событие военно-патриотической направленности», «Лучшее культурное событие с участием профессиональных творческих коллективов», «Лучшее фольклорное событие», «Лучший бренд региона», «Лучшее спортивное событие», «Лучшее молодёжное мероприятие», «Лучшая историческая реконструкция», «Лучшее гастрономическое событие», «Лучшее мероприятие экологической направленности», «Лучшее деловое мероприятие», «Лучшее событийное пространство». Также кроме основной конкурсной программы проводятся два самостоятельных конкурса: «Столица событийного туризма» и «Лидер событийного туризма». Организационная структура премии предусматривает проведение региональных конкурсов событийных проектов разной направленности.
Туристические события оцениваются по следующим критериям: оригинальность замысла и реализации, значимость события для развития и продвижения территории, география и количество участников события, география и количество туристов, взаимодействие с представителями туристического сообщества (объекты размещения, показа, питания, проживания, производители сувениров), наличие экскурсионных программ для туристов.